# Skolmassakern i Winnenden

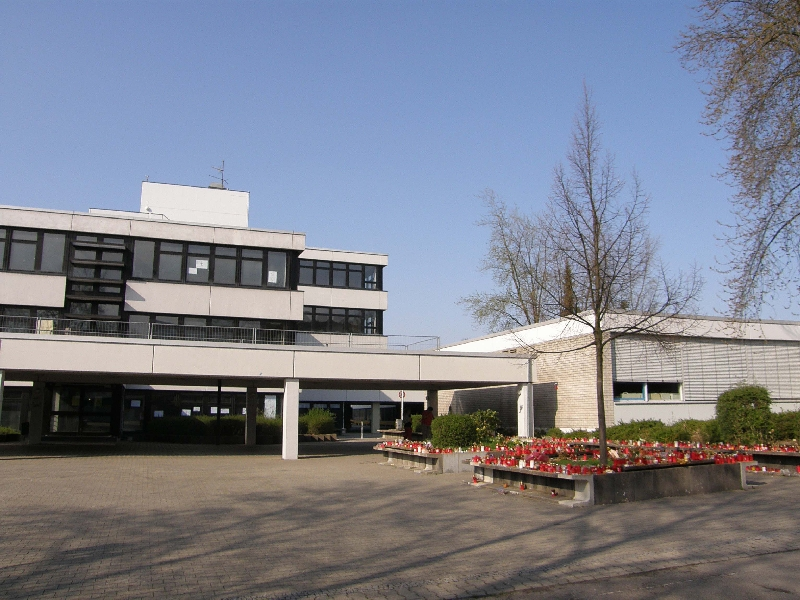
Skolbyggnaden i Winnenden

Skolmassakern i Winnenden var ett skottdrama som inträffade onsdagen den 11 mars 2009 på en realskola, Albertville Realschule i Winnenden, i Baden-Württemberg i sydvästra Tyskland. Totalt sexton personer sköts till döds och flera personer skadades. Gärningsmannen var 17-åriga Tim Kretschmer, som gick ut skolan 2008. Denne begick, efter otaliga avfyrade skott och ett misslyckat troligt flyktförsök, sedan självmord genom ett skott i huvudet. Vapnet, en Beretta 92FS, hade Kretschmer tagit av sin far som hade 15 lagliga vapen vilka alla var inlåsta utom detta.